# 11462 Hsingwenlin
A 11462 Hsingwenlin (ideiglenes jelöléssel (11462) 1981 ES23) a Naprendszer kisbolygóövében található aszteroida. Schelte J. Bus fedezte fel 1981. március 3-án.

## Kapcsolódó szócikk
- Kisbolygók listája (11001–11500)